# Wilson Whineray
Wilson James Whineray (Auckland, 10 de julio de 1935 — 22 de octubre de 2012) fue un jugador neozelandés de rugby que se desempeñó como pilar.
Whineray es considerado el más grande capitán de los All Blacks en el siglo XX, a los que lideró por ocho años. Fue el primer miembro neozelandés en ingresar al World Rugby Salón de la Fama, formando parte desde 2007.

## Biografía
Trabajó como vendedor de productos agrícolas hasta su retiro del rugby, ese año partió a estudiar a la Universidad de Harvard donde se recibió en Administración de empresas. Regresó a Nueva Zelanda en 1969 y comenzó a trabajar en una empresa de materiales de construcción, con el tiempo llegó a ser director adjunto y se jubiló en 2003.

## Selección nacional
Fue convocado a los All Blacks por primera vez en mayo de 1957 para enfrentar a los Wallabies. En su tercer partido y con 23 años fue nombrado capitán, lideraría al equipo hasta su retiro en septiembre de 1965 ante los Springboks. En total disputó 32 partidos y marcó dos tries.
Como capitán lideró al equipo que enfrentó victoriosamente a los British and Irish Lions derrotándolos en su Gira de Australia y Nueva Zelanda 1959. En total los All Blacks obtuvieron 23 victorias, cayeron en 4 ocasiones y empataron en 3 oportunidades con el liderazgo de Whineray.